# Guerres carnatiques
 (août 2024).
Si vous disposez d'ouvrages ou d'articles de référence ou si vous connaissez des sites web de qualité traitant du thème abordé ici, merci de compléter l'article en donnant les références utiles à sa vérifiabilité et en les liant à la section « Notes et références ».
Guerres carnatiques
Batailles
- Négapatam (1746)
- Madras (1746)
- Adyar (1746)
- Gondelour (1748)
- Pondichéry (1748)

- Ambour
- Tanjore
- Trichinopoly
- Arcate
- Arni
- Srirangam
- Roc-d'Or

- Chandernagor (1757)
- Plassey (1757)
- Gondelour (1758)
- Négapatam (navale) (1758)
- Condore (1758)
- Madras (1758)
- Pondichéry (navale) (1759)
- Masulipatam (1759)
- Chinsurah (1759)
- Wandiwash (1760)
- Pondichéry (1760-1761)

Les guerres carnatiques sont un ensemble de conflits militaires du milieu du XVIIIe siècle (1746-1763) sur le sous-continent indien dans la région carnatique.

## Chronologie
De nombreux États indépendants ou vassaux furent impliqués dans ces luttes pour le contrôle de leur territoire, qui impliquèrent principalement d'un point de vue diplomatique et militaire la Compagnie française des Indes orientales et la Compagnie anglaise des Indes orientales.
La première guerre carnatique se déroule de 1746 à 1748. La deuxième guerre carnatique (en) a lieu de 1749 à 1754 et la troisième guerre carnatique (en) commence en 1757 pour se terminer en 1763.